# SN 2005B
SN 2005B var den andra supernovan som upptäcktes 2005 i galaxen UGC 11066. Den upptäcktes av den kanadensiska amatörastronomen Paul Gray i New Brunswick den 12 januari 2005. Upptäckten skedde när han tittade igenom fotografier tagna av hans kamrat vid hemobservatoriet i Abbey Ridge-observatoriet, David J. Lane. 
Supernovan var belägen 18" (bågsekunder) V och 10" N om centrum av värdgalaxen. Den nådde en högsta magnitud på +18.